# D-mol
D-mol er en mol-toneart, med tonerne D, E, F, G, A, B, C, D.